# Invazia japoneză a Thailandei
Invazia japoneză a Thailandei (în thailandeză การบุกครองไทยของญี่ปุ่น, RTGS: Kan Buk Khrong Thai Khong Yipun; în japoneză 日本軍のタイ進駐) a avut loc pe 8 decembrie 1941. A fost o confruntare de scurtă durată între Regatul Thailandei și Imperiul Japoniei. Deși lupte intense au avut loc în sudul Thailandei, conflictul s-a încheiat după doar cinci ore, cu un armistițiu. Ulterior, Thailanda și Japonia au format o alianță, integrând Thailanda în puterile Axei până la sfârșitul celui de-al Doilea Război Mondial.

## Istoric

### Hakkō Ichiu
Originile invaziei japoneze în Thailanda pot fi urmărite până la principiul Hakkō ichiu⁠(d), promovat de Tanaka Chigaku⁠(d) la sfârșitul secolului al XIX-lea. Tanaka interpreta acest principiu ca o misiune divină a imperiului de a se extinde și de a unifica întreaga lume. Deși Tanaka considera rezultatul ca fiind o consecință a conducerii morale a împăratului, naționaliștii japonezi l-au utilizat pentru a justifica eliberarea Asiei de sub puterile coloniale și a stabili Japonia ca influență dominantă în regiune. Acest concept a fost ulterior exprimat în cadrul Noului Ordin în Asia de Est (東亜新秩序 Tōa Shin Chitsujo?).
În 1940, prim-ministrul Fumimaro Konoe⁠(d) a extins acest concept, dorind să creeze Sfera de Co-prosperitate a Marii Asiei de Est. Această sferă urma să includă Japonia, Manciukuo, China și anumite părți din Asia de Sud-Est. Conform propagandei imperiale, aceasta ar fi stabilit o nouă ordine internațională care să promoveze „co-prosperitatea” țărilor asiatice. Sub protecția unei Japonii binevoitoare, țările ar fi beneficiat de prosperitate și pace, fiind libere de colonialismul și dominația occidentală. Secțiunea Numărul 82 (cunoscută și sub numele de Unitatea de Cercetare a Armatei din Taiwan sau Unitatea Doro Nawa) a fost înființată în 1939 sau 1940 cu scopul de a planifica Operațiunea Sud, destinată să pună în practică această viziune. În etapele finale de planificare, unitatea a fost condusă de colonelul Yoshihide Hayashi⁠(d).

### Preludiu

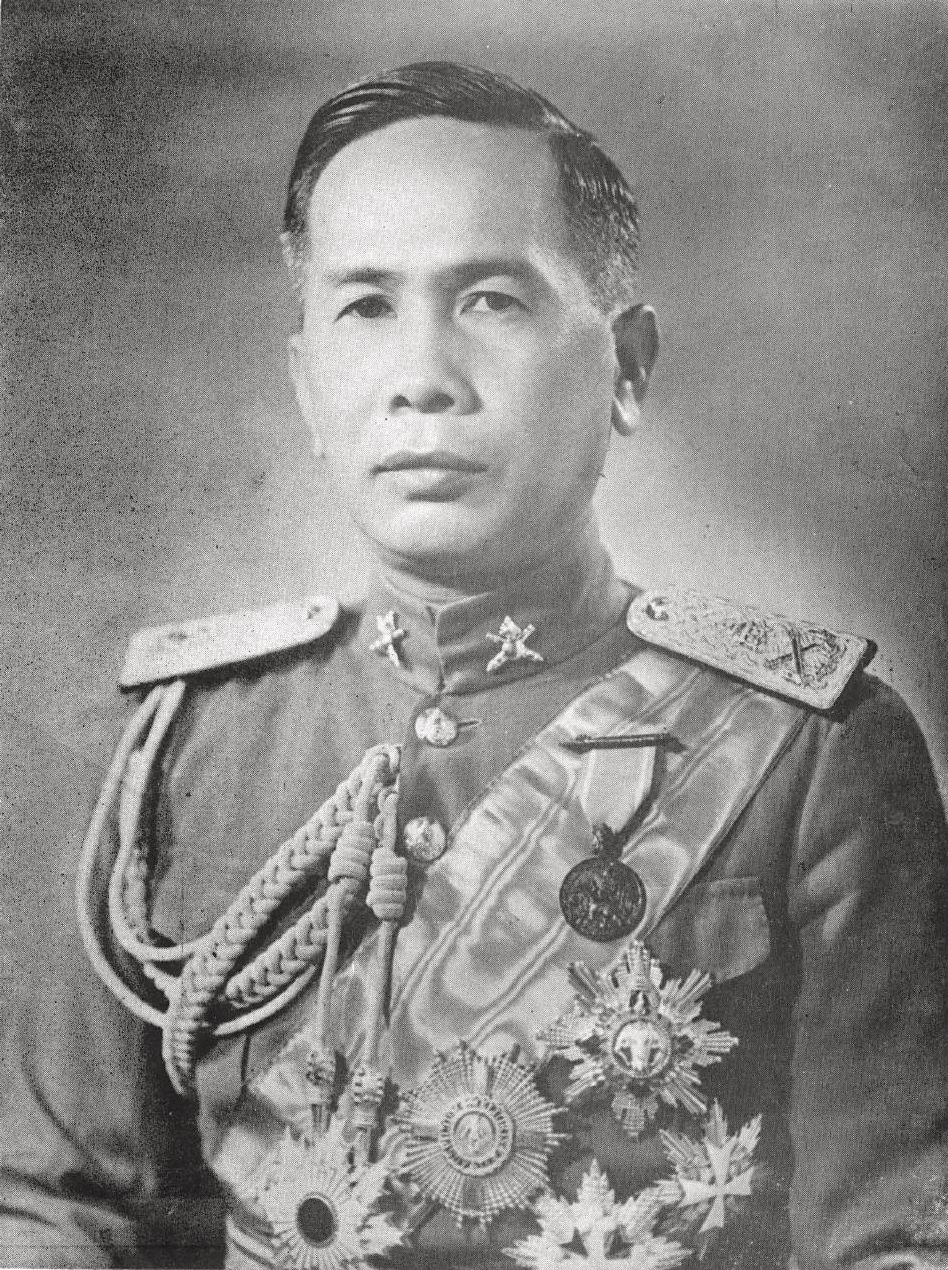
Prim-ministrul thailandez

Ca parte a planului lor de a cuceri Asia de Sud-Est, armata japoneză a planificat invazia Malaeziei și a Birmaniei. Pentru a atinge acest obiectiv, aveau nevoie de acces la porturile, căile ferate și aerodromurile Thailandei. Își doreau cu ardoare să evite un conflict cu armata thailandeză, deoarece o astfel de confruntare ar fi întârziat invazia și ar fi diminuat semnificativ elementul de surpriză. Guvernul nazist al Germaniei a văzut planul japonez ca o oportunitate utilă de a deturna forțele militare ale Regatului Unit, oferind astfel asistență Germaniei în propriul conflict.
Având o armată bine disciplinată, Thailanda a invadat în 1940 Indochina franceză vecină, după o serie de ciocniri la graniță. Scopul lor era să recupereze provinciile pierdute în criza franco-siameză din 1893. Dorind să utilizeze porturile și bazele aeriene indochineze, japonezii au acționat ca mediatori pentru a ajunge la un acord între francezi și thailandezi la 31 ianuarie 1941. În cadrul negocierilor, au avut loc discuții secrete cu prim-ministrul thailandez Plaek Phibunsongkhram⁠(d). Armata japoneză a solicitat permisiunea de a traversa liber Thailanda. Deși Phibun a dat un răspuns pozitiv, acțiunile sale ulterioare au sugerat o posibilă incertitudine. Această incertitudine a fost concretizată prin semnarea Pactului de neagresiune britanic-thailandez la 12 iunie 1940. Până în februarie 1941, britanicii începuseră deja să suspecteze intențiile japoneze de a ataca posesiunile lor din Asia de Sud-Est. Se temeau că Japonia ar putea stabili baze militare în Thailanda în acest scop.
Prim-ministrul thailandez Plaek Phibunsongkhram se afla într-o poziție extrem de dificilă. Franța, aliatul tradițional al Thailandei, fusese învinsă de Germania nazistă, iar Marea Britanie era grav implicată în luptele din Europa. Statele Unite, deși nu intraseră încă în război, mențineau o poziție de neutralitate atât în conflictul european, cât și în cel dintre Japonia și China. Între timp, Japonia devenise o superputere militară tot mai agresivă, consolidându-și prezența în Indochina Franceză. Phibun era conștient că forțele sale ar fi copleșite de o armată japoneză. Lipsa de sprijin din partea marilor puteri îl făcea să se simtă prins între ciocan și nicovală. Invazia Thailandei în Indochina Franceză din 1940 complicase și mai mult șansele ca Statele Unite să ofere asistență țării sale.
La mijlocul anului 1941, Phibun a cerut garanții concrete de sprijin din partea Marii Britanii și a Statelor Unite în cazul unei invazii japoneze. Ambele puteri au fost reticente în a oferi astfel de promisiuni. Premierul britanic, Winston Churchill, a propus emiterea unui avertisment public către Japonia, amenințând cu o declarație de război în caz de invazie a Thailandei. Statele Unite, însă, s-au opus acestei propuneri, iar Marea Britanie nu era pregătită să acționeze singură.
Până în august 1941, atât Marea Britanie, cât și Statele Unite impuseseră sancțiuni economice Japoniei. (Pentru detalii suplimentare, consultați Nota Hull și Memorandumul McCollum.) În speranța de a anula sancțiunile, Japonia a promis că nu va invada Thailanda și că își va retrage trupele din Indochina, cu condiția ca Statele Unite să înceteze sprijinul pentru China. Această propunere a fost respinsă de ambele puteri occidentale, datorită impactului negativ pe care l-ar fi avut asupra rezistenței chineze.

### Ultimele zile

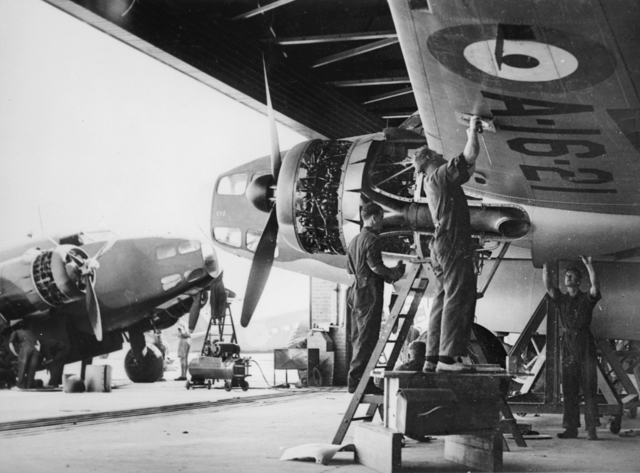
Escadrila nr. 1 a RAAF Lockheed Hudsons la Kota Bharu în 1941

La sfârșitul lunii noiembrie 1941, britanicii au interceptat informații care indicau un posibil atac japonez asupra Thailandei, determinat de concentrarea rapidă a trupelor japoneze în Indochina. Pe 1 decembrie, prim-ministrul japonez, Hideki Tojo, a declarat că nu are certitudini cu privire la poziția Thailandei în ceea ce privește permisiunea trupelor japoneze de a traversa liber teritoriul său, dar spera să evite o confruntare. Negocierile s-au intensificat în zilele următoare. Pe 2 decembrie, au avut loc discuții între ambasadorul japonez, Kikujiro Nishio, și prim-ministrul thailandez, Plaek Phibunsongkhram. Phibun era dispus să accepte o invazie japoneză a Peninsulei Kra, dar dorea ca trupele japoneze să evite traversarea Câmpiei Bangkok. După negocieri suplimentare pe 3 decembrie, Phibun a acceptat permisiunea de trecere prin Thailanda, cu condiția ca țara sa să poată recupera teritoriile pierdute prin Tratatul anglo-siamez din 1909, precum și statul Shan din Birmania.
Pe 2 decembrie, armata japoneză a emis ordinul „Urcă Muntele Niitaka”, marcând oficial debutul Războiului din Pacific. Flota principală de invazie pentru Operațiunea „E”, care viza Malaysia și Thailanda, a plecat din Sanya, de pe insula Hainan din China, pe 4 decembrie. Alte trupe și nave s-au alăturat flotei din Golful Cam Ranh, Indochina. În timp ce japonezii se pregăteau pentru invazie, britanicii și americanii elaborau un plan de răspuns la concentrarea de trupe japoneze și la posibila invazie a Thailandei. Chiar în ziua în care a ajuns la un acord cu japonezii, Phibun a fost informat de britanici că Thailanda era pe punctul de a fi invadată.
„Există posibilitatea unei invazii iminente a Japoniei în țara dumneavoastră. Dacă sunteți atacați, apărați-vă. Păstrarea independenței și suveranității reale a Thailandei este un interes britanic și vom considera un atac asupra voastră ca pe un atac asupra noastră.”—..., Mesajul prim-ministrului Winston Churchill adresat mareșalului Phibun Songkhram.
La prânz, pe 6 decembrie, unul dintre cele trei avioane Lockheed Hudson⁠(d) din Escadrila nr. 1 RAAF, aflat în misiune de recunoaștere deasupra Mării Chinei de Sud, identifică trei nave japoneze navigând spre vest. La aproximativ 15 minute mai târziu, același avion observă convoiul Flotei Expediționare Sudice a Marinei Imperiale Japoneze (IJN), format dintr-un cuirasat, cinci crucișătoare, șapte distrugătoare și 22 de nave de transport. Unul dintre cele două hidroavioane comerciale de tender din cadrul convoiului, Kamikawa Maru⁠(d), lansează un hidroavion Mitsubishi F1M⁠(d) „Pete” pentru a intercepta Hudson-ul. Cu toate acestea, avionul de recunoaștere australian reușește să evite atacul prin adăpostirea în nori. Câteva minute mai târziu, un al doilea Hudson confirmă observarea convoiului.
La ora 14:00, Mareșalul Șef al Aerului, Robert Brooke-Popham⁠(d), este informat despre observații. Nu are autorizația de a lua nicio măsură împotriva convoiului, deoarece Marea Britanie nu se află în stare de război cu Japonia, intențiile japoneze rămân neclare și nu a fost lansată nicio acțiune agresivă împotriva teritoriului britanic sau thailandez. Ca urmare, pune forțele sale din Malaysia în alertă maximă și ordonă supravegherea continuă a convoiului.
La ora 03:00, pe 7 decembrie, vice-amiralul Jisaburō Ozawa ordonă efectuarea de patrule în zona dintre convoi și Malaya. Convoiul se află la aproximativ 190 de kilometri de Kota Bharu⁠(d). Condițiile meteo sunt extrem de nefavorabile, cu ploi torențiale și vizibilitate zero. Navele Kamikawa Maru și Sagara Maru⁠(d) lansează 11 hidroavioane F1M2 și șase hidroavioane Aichi E13A⁠(d). La aproximativ 37 de kilometri vest-nord-vest de Insula Panjang, la ora 08:20, un hidroavion Aichi E13A1 ZI-26 de pe Kamikawa Maru, pilotat de sublocotenentul Ogata Eiichi, detectează o barcă zburătoare de recunoaștere Consolidated PBY Catalina (W8417) a Escadrilei nr. 205 RAF, pilotată de ofițerul sublocotenent William E. Webb. Ogata atacă Catalina din spate, deteriorând-o și distrugându-i radioul. Urmărește Catalina timp de 25 de minute, până când cinci avioane de luptă Nakajima Ki-27⁠(d) „Nate” din primul Sentai al JAAF din Indochina sosesc și o doboară. Webb și echipajul său devin primele victime ale războiului din Pacific. Britanicii, nefiind conștienți de acest incident, nu iau nicio măsură. Ogata va fi ucis ulterior în Bătălia din Marea Coralilor.
La ora 23:00, în aceeași zi, japonezii prezintă un ultimatum guvernului thailandez, cerând permisiunea de a intra pe teritoriul Thailandei. Thailandezii au la dispoziție două ore pentru a răspunde.

## Forțele militare

### Thailanda
Thailanda deținea o armată bine instruită, formată din 26.500 de soldați activi. Numărul total al militarilor ajungea la aproximativ 50.000 de oameni, odată cu mobilizarea rezervelor.
Forțele Aeriene Regale Thailandeze aveau în dotare aproximativ 270 de aeronave, dintre care 150 erau avioane de luptă. O mare parte din flota aeriană era de origine americană. În decembrie 1940, Japonia a furnizat Thailandei suplimentar 93 de avioane moderne.

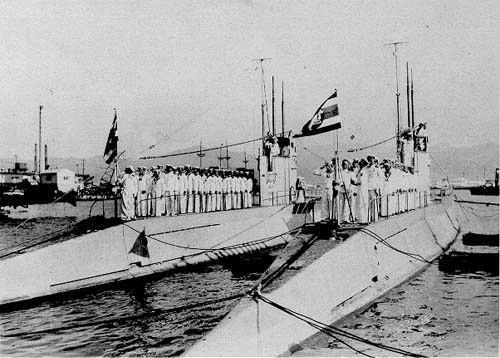
HTMS Matchanu și Wirun la portul Kobe

Marina Regală Thailandeză, deși slab instruită și echipată, după ce a suferit pierderi semnificative de nave în conflictul cu Indochina franceză, deținea totuși două submarine operaționale: HTMS Matchanu și HTMS Wirun. Aceste submarine reprezentau o sursă de îngrijorare pentru comandanții japonezi.
Armata Regală Thailandeză a inițiat procesul de înființare a unor noi unități militare în Peninsula Kra, Printre aceste unități se numărau:
- Chumphon⁠(d)
  - Batalionul 38 Infanterie: Staționat la Ban Na Nian, Tambon Wang Mai, Districtul Muang din Chumphon (la 9 km de sediul Primăriei Provinciale).
- Nakhon Si Thammarat⁠(d)
  - Batalionul 39 Infanterie: Staționat la Tambon Pak Phoon, Districtul Muang din Nakhon Si Thammarat.
  - Batalionul 15 Artilerie: Staționat la Tambon Pak Phoon, Districtul Muang din Nakhon Si Thammarat.
  - Cartierul General al Diviziei a Șasea: Amplasat la Tambon Pak Phoon, Districtul Muang din Nakhon Si Thammarat.
- Trang
  - Batalionul 40 Infanterie.
- Songkla⁠(d)
  - Batalionul 5 Infanterie: Staționat la Tambon Khao Kho Hong, Districtul Hat Yai din Songkla. A fost transferat de la Bang Sue la Hat Yai cu trenul militar pe 18 februarie 1940, fiind prima unitate care s-a deplasat spre sud.
  - Batalionul 41 Infanterie: Staționat la Suan Tun, Tambon Khao Roob Chang, Districtul Muang din Songkla.
  - Batalionul 13 Artilerie: Staționat la Suan Tun, Tambon Khao Roob Chang, Districtul Muang din Songkla.
- Pattani
  - Batalionul 42 Infanterie: Staționat la Tambon Bo Thong, Districtul Nong Jik din Pattani.

### Japonia

#### Unitățile armatei

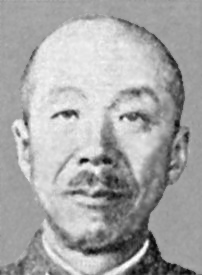
Comandantul Armatei a 15-a japoneze, generalul-locotenent

Japonia avea dislocate în Indochina unități din cadrul Armatei a 15-a, sub comanda locotenentului general Shōjirō Iida⁠(d), și a Armatei a 25-a, sub comanda generalului locotenent Tomoyuki Yamashita⁠(d). Ambele armate aveau unități de avioane de luptă integrate.
- Armata a 15-a a fost desemnată să lanseze atacul asupra Birmaniei, în timp ce Armata a 25-a era responsabilă de operațiunile din Malaya și Singapore.

- Pentru a invada Birmania, Armata a 15-a trebuia să traverseze câmpia Bangkokului, în timp ce Armata a 25-a urma să atace Malaya prin Peninsula Kra.

- Planificarea atacului asupra Malaiei și Singaporeului prin intermediul Thailandei a fost realizată de colonelul Masanobu Tsuji⁠(d) în perioada în care acesta activa ca membru al Unității 82.[22]

- Efectivul japonez care urma să tranziteze Thailanda era de aproximativ 100.000 de militari.

#### Forțele navale
Navele din Flota a 2-a a Marinei Imperiale Japoneze (IJN), sub comanda amiralului Nobutake Kondō, au oferit sprijin și protecție pentru debarcările din Thailanda și Kota Baru⁠(d), Malaya.
Navele recunoscute ale IJN care au participat la operațiuni, cu excepția celor trimise la Kota Baru, au fost:
- Crucișătorul IJN Kashii a escortat șapte transporturi care transportau trupele Regimentului 143 din Saigon[23]
- Distrugătoarele Asagiri, Amagiri, Sagiri⁠(d), Yugiri, Shirakumo și Shinonome au sprijinit debarcările Armatei a 25-a în sudul Thailandei.
- Nava de escortă IJN Shimushu a escortat transporturile Zenyo Maru, Miike Maru și Toho Maru' la Nakorn Sri Thammarat, în sudul Thailandei, cu mai mulți membri ai Regimentului 143.
- Transportatorii de hidroavioane comerciale Kamikawa Maru⁠(d) și Sagara Maru⁠(d), au fost, de asemenea, implicați.

În total, au fost implicate 18 transporturi, care au inclus trei trupe de debarcare la Kota Baru.

## Invazia japoneză
Trupele japoneze au invadat Thailanda din Indochina, debarcând la sud de Bangkok și în diverse puncte de-a lungul Peninsulei Kra. Invazia a survenit la câteva ore după ce Thailanda nu a răspuns la ultimatumul japonez. În timp ce guvernul thailandez dezbătea un răspuns, prim-ministrul Plaek Phibunsongkhram nu a putut fi contactat și nu a fost informat despre ultimatum decât târziu în dimineața următoare.

### Obiectivele Armatei a 15-a

#### Provincia Phra Tabong
La primele ore ale zilei, Divizia Gărzii Imperiale, sub comanda general-locotenentului Takuma Nishimura⁠(d), și Divizia a 55-a a Armatei Imperiale Japoneze (IJA), sub comanda general-locotenentului Hiroshi Takeuchi, din cadrul Armatei a 15-a, au traversat granița din Indochina în provincia Phra Tabong a Thailandei, recent recucerită de la francezi. Traversarea a avut loc la Tambon Savay Donkeo, în districtul Athuek Thewadej (Russei) din Battambang. Japonezii nu au întâmpinat nicio rezistență semnificativă. De la Sisophon, s-au îndreptat spre nord-vest, către Aranyaprathet⁠(d) (care pe atunci era încă un district al provinciei Prachinburi).  Au urmat linia ferată aproape terminată care lega Aranyaprathet de Monkhol Bourei. Această cale ferată a fost inaugurată pentru trafic abia pe 11 aprilie 1942.

#### Chumphon

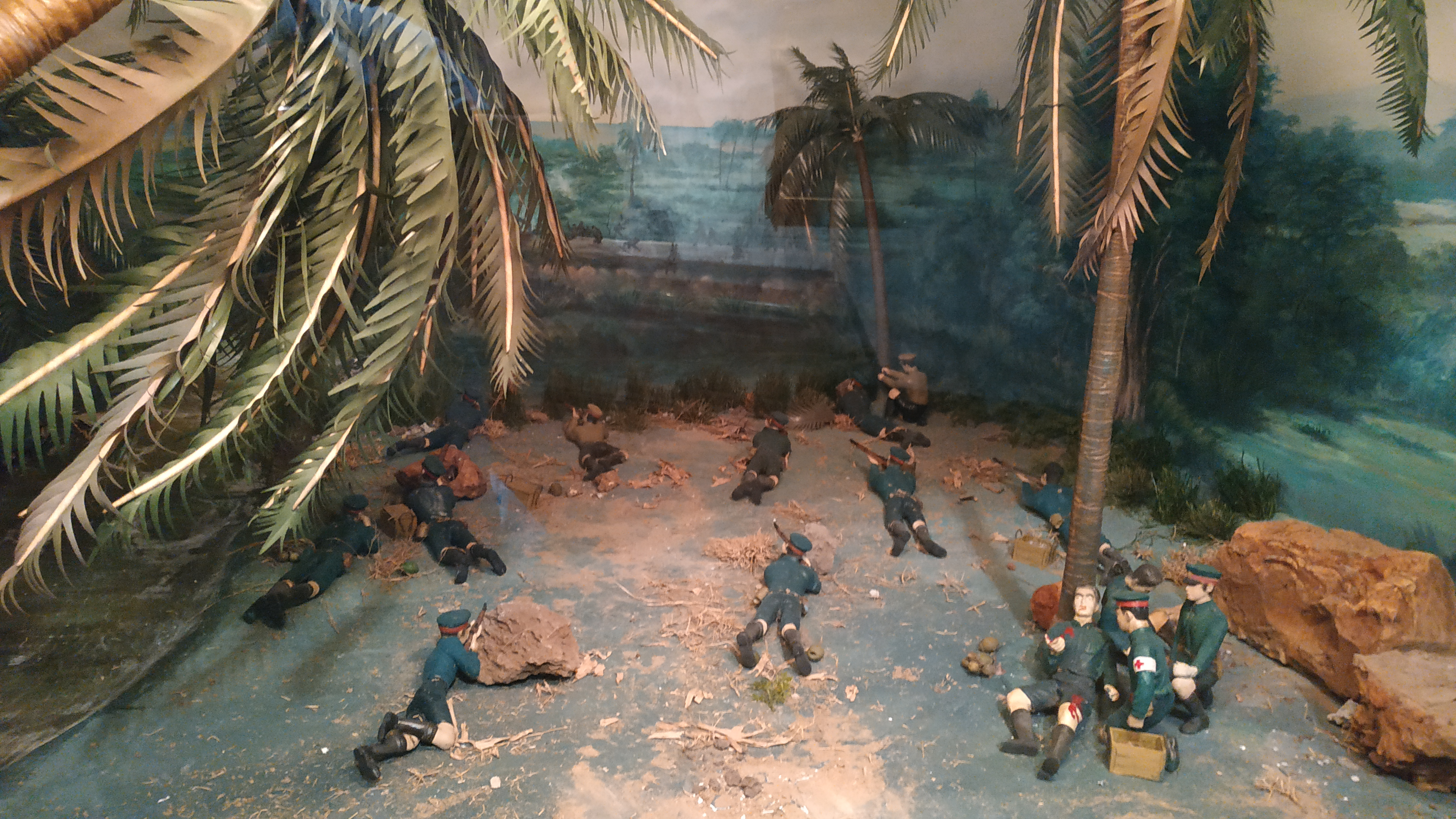
Soldații tineri thailandezi ("Yuwachon Thahan"), alături de Batalionul 38 Infanterie și Poliția Provincială din Chumphon, au opus rezistență armatei Imperiale Japoneze la Podul Tha Nang Sang din provincia Chumphon, pe 8 decembrie 1941.

Batalionul 1 Infanterie japonez, parte a Regimentului 143 Infanterie (din cadrul Diviziei a 55-a a Armatei Imperiale Japoneze), a debarcat la Chumphon⁠(d) în dimineața zilei de 8 decembrie, folosind două nave de trupe. Unitățile japoneze au reușit să stabilească un perimetru de securitate în jurul zonelor de debarcare, dar s-au confruntat cu o rezistență neașteptat de puternică din partea tinerilor cadeți thailandezi „Yuwachon Thahan” („soldați tineri”). Aceștia proveneau din Unitatea de Instruire Yuwachon Thahan nr. 52 de la Școala Gimnazială Sriyaphai și au fost susținuți de Batalionul 38 Infanterie al armatei regulate și de Poliția Provincială din Chumphon. Luptele s-au intensificat rapid și au durat mai multe ore. Thailandezii, deși depășiți numeric și slab echipați, au reușit să provoace pierderi semnificative trupelor japoneze și să întârzie avansarea lor. În cele din urmă, după ce au primit ordinul de încetare a focului, thailandezii s-au retras. Pierderile thailandeze în această confruntare au fost semnificative. Au murit căpitanul Thawin Niyomsen (comandantul Unității Yuwachon Thahan nr. 52, promovat postum la gradul de locotenent-colonel), câțiva polițiști provinciali și câțiva civili.

#### Nakhon Si Thammarat
Nakhon Si Thammarat⁠(d), oraș situat în sudul Thailandei, găzduia sediul Regiunii a 6-a a Armatei. Aici se aflau Batalionul 39 Infanterie și Batalionul 15 Artilerie. Trei nave de trupe japoneze, Zenyo, Miike și Toho Maru, au debarcat trupe la Nakhon Si Thammarat, sub acoperirea focului de la nava Shimushu. Navele au ancorat la câțiva kilometri de coastă în noaptea de 7 decembrie. La bordul navelor se aflau 1.510 soldați și 50 de camioane. Trupele debarcate făceau parte din Batalionul 3 Infanterie al Regimentului 143 Infanterie, Regimentul 18 District Aerian, o unitate de semnalizare a forțelor aeriene ale armatei, Batalionul 32 Antiaerian și Compania 6 Construcții de Muncă.
La scurt timp după miezul nopții, trupele japoneze au debarcat prin canalul Tha Phae (cunoscut și sub numele de Canalul Pak Phoon), situat la nord de Tabăra Vajiravudh. Debarcarea a avut loc chiar lângă Tabăra Vajiravudh, principalul cantonament al armatei thailandeze. Avertizați anterior despre invazia japoneză de la Songkhla⁠(d), thailandezii au intrat imediat în luptă. Bătălia a fost acerbă și a durat până la prânz, când trupele thailandeze au primit ordinele de încetare a focului din partea primului ministru.

#### Prachuap Khiri Khan
Prachuap Khiri Khan⁠(d), un oraș situat pe coasta de vest a Thailandei, găzduia sediul Aripii a 5-a a Forțelor Aeriene Regale Thailandeze, sub comanda comandantului de aripă, Mom Luang Prawat Chumsai. Batalionul 2 Infanterie japonez, parte a Regimentului 143 Infanterie, sub comanda maiorului Kisoyoshi Utsunomiya, a debarcat la ora 03:00 de pe o navă de trupe. După o scurtă luptă cu forțele de poliție locale, japonezii au reușit să ocupe orașul.

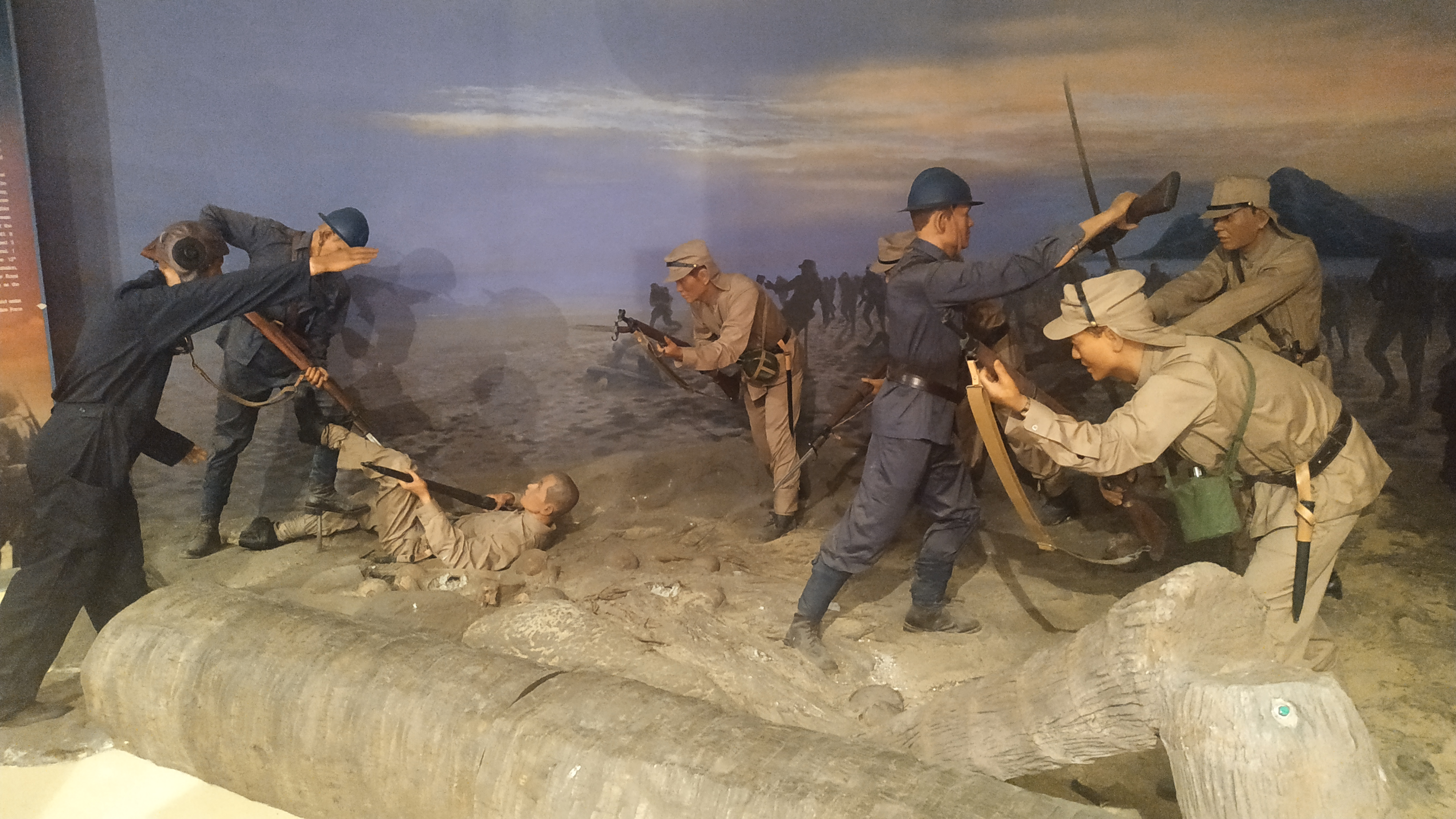
Scenă de reconstituire a Bătăliei de la Prachuap Khiri Khan, expusă la Memorialul Național din Pathum Thani, Thailanda

Alte debarcări au avut loc în apropierea aerodromului situat la sud de oraș. Japonezii au asediat aerodromul, dar aviatorii thailandezi, sprijiniți de Poliția Provincială Prachuap Khirikhan, au reușit să reziste cu tenacitate. Lupta pentru aerodrom a fost acerbă și a durat până la prânzul zilei următoare, 9 decembrie 1941. În cele din urmă, aviatorii thailandezi au fost nevoiți să se retragă după ce au primit ordinul de încetare a focului. Pierderile japoneze au fost estimate la 115 morți de către sursele japoneze, în timp ce sursele thailandeze indică 217 morți și peste 300 de răniți. Pierderile thailandeze s-au ridicat la 37 de morți și 27 de răniți.

#### Samut Prakan
Batalionul 3 japonez, parte a Regimentului 4 Infanterie Gărzi, a debarcat la Samut Prakan în primele ore ale dimineții zilei de 8 decembrie. Misiunea sa era capturarea Bangkokului. Forța a fost întâmpinată de un mic detașament de poliție thailandeză. Deși tensiunile au fost ridicate, nu s-au produs lupte. Ulterior, japonezii au convenit să nu intre în Bangkok până la finalizarea negocierilor formale cu guvernul thailandez.

#### Bangkok
Japonezii au bombardat Bangkok, o bombă căzând chiar pe clădirea poștei centrale, dar fără a exploda.  În timp ce poliția aduna rezidenții japonezi, cabinetul thailandez dezbătea opțiunile, așteptând sosirea primului ministru, Plaek Phibunsongkhram. Unii miniștri susțineau continuarea rezistenței, inclusiv crearea unui guvern în exil. La sosirea lui Phibunsongkhram, s-a luat decizia de a ceda cererilor japoneze. Thailandezii au acceptat un armistițiu. Japonezii au intrat apoi în Bangkok, ocupând cartierul chinezesc (Sapeng⁠(d)) și transformând clădirea Camerei de Comerț în post de comandă.

#### Don Muang
Forțele aeriene japoneze au atacat Baza Aeriană Regală Thailandeză Don Muang pe 8 decembrie 1941. Baza era apărată de avioanele thailandeze. Thailandezii au pierdut șase avioane de luptă în fața unei forțe japoneze net superioare numeric.

#### Surat Thani
O companie de infanterie japoneză, parte a Batalionului 1 al Regimentului 143 Infanterie, a debarcat de pe o navă de trupe în satul de coastă Ban Don în primele ore ale zilei de 8 decembrie 1941. Japonezii au pornit spre Surat Thani⁠(d), unde au întâmpinat rezistența din partea Poliției Regale Thailandeze și a voluntarilor civili. Luptele au fost haotice și s-au desfășurat în aer liber, în mijlocul unei furtuni. S-au încheiat abia după-amiaza, când thailandezii, copleșiți de forțele inamice, au primit ordinul de a înceta focul. Pierderile thailandeze au fost de 17 sau 18 morți, numărul răniților rămânând necunoscut.

### Obiectivele Armatei a 25-a

#### Pattani
Datorită proximității sale de granița cu Malaysia, Pattani reprezenta a doua țintă ca importanță a Armatei Japoneze a 25-a. Opt distrugătoare IJN, inclusiv Shirakumo și Shinonome, au oferit sprijin de foc pentru cele cinci nave de trupe care transportau Regimentul 42 Infanterie din Divizia 5 IJA, condusă de maiorul Shigeharu Asaeda. Debarcarea a avut loc în ciuda mării agitate și a terenului de debarcare nefavorabil, pe 8 decembrie 1941. Invadatorii au fost întâmpinați de o rezistență puternică din partea Batalionului 42 Infanterie Thai, a Poliției Provinciale Pattani și a unităților Thai Yuwachon Thahan (Unitatea de Instruire Yuwachon Thahan nr. 66 de la Școala Benjama Rachoothit). Luptele au continuat până la prânz, când batalionul thailandez a primit ordinul de încetare a focului. Comandantul batalionului thailandez, Khun (ขุน) Inkhayutboriharn, a fost ucis în luptă, alături de alți 23 de militari, 5 polițiști provinciali, 4 membri Yuwachon Thahan și 9 civili.
Maiorul Shigeharu Asaeda, care făcea parte din Unitatea 82 a Armatei din Taiwan, fusese implicat în colectarea de informații în Birmania, Thailanda și Malaysia înainte de izbucnirea războiului și a ales Pattani ca loc de debarcare adecvat. Din nefericire, el nu a știut că dincolo de plaja de nisip se afla un fund noroios care a pus mari probleme forței invadatoare.

#### Songkhla (cunoscut și sub numele de Singora)
Orașul-port Songkhla a reprezentat unul dintre obiectivele principale ale Armatei a 25-a conduse de Yamashita. În primele ore ale zilei de 8 decembrie 1941, trei regimente ale Diviziei a 5-a japoneze, sub conducerea colonelului Tsuji și a generalului locotenent Matsui Takuro⁠(d), au debarcat la Songkhla de pe zece nave de trupe. Debarcarea a fost susținută de distrugătoarele Asagiri⁠(en)[traduceți], Amagiri⁠(en)[traduceți], Sagiri⁠(en)[traduceți] și Yūgiri⁠(en)[traduceți] .
Garnizoana thailandeză de la Khao Khor Hong, formată din Batalionul 41 Infanterie și Batalionul 13 Artilerie, a ocupat imediat poziții de-a lungul drumurilor care duceau spre Malaysia, dar a fost forțată să se retragă în poziții pe care înaintarea principală japoneză le putea ignora. O nouă confruntare a avut loc la Hat Yai⁠(d). Thailandezii au înregistrat 15 morți (8 din Batalionul 41 Infanterie și 7 din Batalionul 5 Infanterie) și între 30 și 55 de răniți.
Luptele au încetat la prânz, când a fost primit ordinul de a se negocia un armistițiu.

#### Malaysia
Trupele Armatei a 25-a a Japoniei au efectuat o debarcare simultană la Kota Bharu, situat pe coasta de nord-est a Malaeziei, în timp ce debarcările din Thailanda aveau loc pe 8 decembrie 1941.
După ce Thailanda a fost adusă sub control japonez, Regimentul 143 al Armatei a 15-a s-a deplasat spre nord din Thailanda pentru a înlocui Gărzile Imperiale în zonele ocupate. Gărzile Imperiale s-au retras din Thailanda și s-au alăturat Armatei a 25-a în Malaezia, unde au participat la invazia Malaeziei și a Singapore-ului. Armata a 15-a a Japoniei s-a mobilizat separat și a lansat o invazie a Birmaniei dinspre nord, spre nord-vest de Thailanda.

## Consecințe

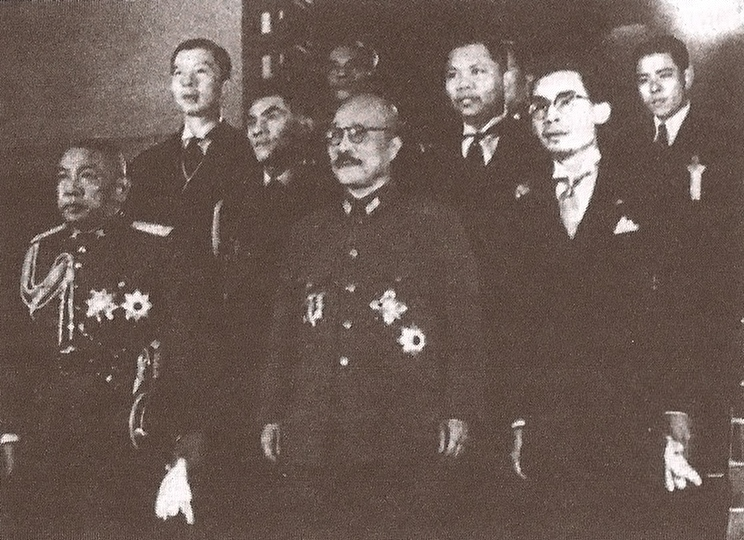
Phot Phahonyothin (extrema stângă), prim-ministrul japonez Hideki Tojo (centru) și ministrul thailandez, Tokyo, Japonia, 1942

Decizia prim-ministrului thailandez Plaek Phibunsongkhram⁠(d) de a semna un armistițiu cu Japonia pe 8 decembrie 1941 a pus capăt definitiv speranțelor prim-ministrului britanic Winston Churchill de a forma o alianță cu Thailanda împotriva Japoniei. Prin armistițiu, Thailanda a acordat Japoniei permisiunea de a folosi țara ca bază de operațiuni pentru invazia Malaeziei britanice vecine. La doar câteva ore după intrarea în vigoare a armistițiului, escadrile de avioane japoneze au decolat de pe aerodromul Songkla⁠(d) din Indochina, permițându-le să efectueze atacuri aeriene asupra bazelor strategice din Malaysia și Singapore de la o distanță mult mai mică.
Pe 14 decembrie 1941, Phibun a semnat un acord secret cu Japonia, prin care Thailanda se angaja să trimită trupe thailandeze să lupte alături de japonezi în campaniile din Malaysia și Birmania. O alianță oficială între Thailanda și Japonia a fost semnată public pe 21 decembrie 1941. La 25 ianuarie 1942, guvernul thailandez a declarat război Statelor Unite și Regatului Unit. Statele Unite au răspuns prin blocarea tuturor activelor thailandeze din SUA. Deși ambasadorul thailandez la Londra a transmis declarația de război administrației britanice, ambasadorul thailandez la Washington, D.C., Seni Pramoj⁠(d), a refuzat să o facă. În schimb, el a organizat Mișcarea Thailandeză Liberă, o mișcare de rezistență anti-japoneză care a luptat alături de Aliați în timpul celui de-al Doilea Război Mondial.